# Dialetto castellanese
Il castellanese è un dialetto parlato nei comuni di Castelsardo, Sedini, Tergu e in alcune frazioni di Valledoria (anche se nei comuni di Sedini e Tergu si parla una variante molto simile: il sedinese).
È una varietà di transizione tra il gallurese e il sassarese. Ha una base morfologica e lessicale di origine corsa mentre la sintassi è condivisa col sardo. Sul piano fonetico ha subito l'influsso del ligure medievale e più di recente del sassarese. Accanto ad alcuni arcaismi liguri risalenti al dominio dei Doria, presenta un rilevante numero di parole sardo-logudorese. Il Castellanese viene parlato da circa 7800 persone (di cui circa 6000 parlano un castellanese non variato, che si parla solo a Castelsardo).
L'unica variante del castellanese è il sedinese (parlato nei comuni di Sedini, Tergu, in alcuni frazioni di Valledoria e nelle frazioni castellanesi di Pedra Sciolta, Multeddu, San Giovanni e Terra Bianca).

Nella zona segnata col rosso si parla il dialetto castellanese.

Il castellanese si dimostra poco aperto ad innovazioni linguistiche, come dimostrato dal fatto che molte parole e costruzioni proprie dell'antico còrso-toscano altrove perse, nel borgo sono ancora in uso.

## Concordanze con altre lingue o dialetti
Il castellanese presenta notevoli concordanze con la variante del corso detto "Taravesu" con il quale condivide moltissimi fonemi: pronomi personali eddu/edda/eddi, cacuminali solo per -ll, conservazione del gruppo -gl, passaggio del gruppo -rb a -rr, mantenimento della v intervocalica, sviluppo in -e/-o delle vocali brevi latine.
Le caratteristiche più importanti del castellanese possono essere individuate in:
- nettezza della pronuncia dei gruppi -ghj- e -chj- (agghju, magghju)
- pronuncia della -v- iniziale (vinu, vacca)
- pronuncia della -v- intervocalica seppur estremamente aspirata e poco percepibile (eva, avè, avà, nevi, ghjuvintù) caratteristica presente nel corso ("Ajaccino", "Taravesu", etc.), ma con  numerose  eccezioni, non è inusuale infatti l’elisione della V intervocalica come nel gallurese (tuaglia,nou)
- conservazione di vocali brevi latine in molti termini (mushca, culpa, umbra, pulpu ecc. ) caratteristica che lo affianca alla lingua corsa meridionale e al gallurese, mentre in altri contesti si assiste al singolare sviluppo in e/o come nel corso del nord e centro-meridionale e nel sopra citato "taravesu" e i dialetti della conca di Ajaccio:
- cacuminale solo per -ll-; ma con sporadici esempi di cacuminale anche per -gl- (paddagghju)
- mutamento di -ce-,-ci- in -ge-,-gi- (lugi, vogi, pagi);
- modificazione -rn→-rr- (forru, carri, corru);
- esiti eddu/edda/eddi;
- variegato lessico conservativo.

## Storia
L'origine dell'idioma risale all'incirca al XIII secolo in seguito all'arrivo di un grande numero di genti corse che finirono per rappresentare la maggioranza della popolazione, cui si aggiungevano liguri, toscani e sardi che insieme costituivano la variegata popolazione della città neo-fondata dai Doria.

## Libri in Castellanese
Lo scrittore Giuseppe Tirotto ha scritto alcuni libri in castellanese, come:
- Lu bastimentu di li sogni di sciumma[5]
- L'umbra di lu soli
- Cumenti oru di neuli[6]
- La forma di l'ànima
- La casa e la chisura
- Lu bàsgiu di la luna matrona
- E semmu andaddi cantendi...
- Cumentisisia t'avaràgghju amà..
- La tuaglia ruia[7]

## Toponimi
- Sossu (Sorso)
- Codaruina (Valledoria)
- Poltudorra (Porto Torres)
- Zelgu (Tergu)
- Viddaeccia (Viddalba)
- Pelfigga (Perfugas)

## Estratti
Qui di seguito ci sono degli estratti di frasi in castellanese con la traduzione in italiano.
| Castellanese:        | Italiano:              |
| -------------------- | ---------------------- |
| Eu soggu di Calteddu | Io sono di Castelsardo |
| Cosa sei fendi       | Cosa stai facendo      |
| Soggu magnendi       | Sto mangiando          |
| Chiltu è Mario       | Questo è Mario         |

## Esempi di testi
Di seguito un testo in castellanese con la traduzione in italiano:
Castellanese:
(Li passatempi)
Italiano:
(I passatempi)